# Робертс (округ, Техас)
Округ Робертс (англ. Roberts County) расположен в США, штате Техас. Назван в честь губернатора Техаса Орана Майло Робертса. По состоянию на 2000 год численность населения составляла 887 человек. Окружным центром является город Майами.
Округ Робертс входит в число 5 округов Техаса с действующим сухим законом.

## География
По данным Бюро переписи США, общая площадь округа составляет 2394 км² и вся территория представляет собой сушу.

### Соседние округа
- Грей (юг)
- Карсон (юго-запад)
- Липском (северо-восток)
- Окилтри (север)
- Хатчинсон (запад)
- Хемпхилл (восток)
- Хансфорд (северо-запад)

## Демография
По данным переписи населения 2000 года в округе проживало 887 жителей, в составе 362 хозяйств и 275 семей. Плотность населения была менее 1 человека на квадратный километр. Насчитывалось 449 жилых домов, при плотности покрытия менее 1 постройки на квадратный километр. По расовому составу население состояло из 96,51% белых, 0,34% чёрных или афроамериканцев, 0,56% коренных американцев, 0,11% азиатов, 1,35% прочих рас, и 1,13% представители двух или более рас. 3,16% населения являлись испано- или латиноамериканцами.
Из 362 хозяйств 31,8% воспитывали детей возрастом до 18 лет, 70,7% супружеских пар живших вместе, в 3,9% семей женщины проживали без мужей, 24% не имели семей. На момент переписи 23,8% от общего количества жили самостоятельно, 10,8% лица старше 65 лет, жившие в одиночку. В среднем на каждое хозяйство приходилось 2,45 человека, среднестатистический размер семьи составлял 2,88 человека.
Показатели по возрастным категориям в округе были следующие: 25% жители до 18 лет, 4,8% от 18 до 24 лет, 24,8% от 25 до 44 лет, 30,9% от 45 до 64 лет, и 14,4% старше 65 лет. Средний возраст составлял 42 года. На каждых 100 женщин приходилось 100,2 мужчин. На каждых 100 женщин в возрасте 18 лет и старше приходилось 97,3 мужчин.
Средний доход на хозяйство в округе составлял 44 792 $, на семью — 50 400 $. Среднестатистический заработок мужчины был 33 125 $ против 23 611 $ для женщины. Доход на душу населения в округе был 20 923 $. Около 5% семей и 7,2% общего населения зарабатывало ниже прожиточного минимума. Среди них было 7,5% тех кому ещё не исполнилось 18 лет, и 5,5% тех кому было уже больше 65 лет.

## Населённые пункты
- Уэйсайд
- Майами

## Политическая ориентация
На президентских выборах 2008 года Джон Маккейн получил 92% голосов избирателей против 7,92% у демократа Барака Обамы. Такие показатели позволяют говорить об округе Робертс, как об одном из самых республиканских округов США.
В Техасской палате представителей округ Робертс числится в составе 88-го района. С 1989 года интересы округа представляет республиканец Уоррен Чисам из Пампы.

## Образование
Образовательную систему округа составляют следующие учреждения:
- школьный округ Майами[4]